# Sho Hatsuyama
Sho Hatsuyama (Japans: 初山翔 Hatsuyama Shō; Sagamihara, 17 augustus 1988) is een Japans voormalig wielrenner die voor de ploegen Utsonomiya Blitzen, Bridgestone Anchor en Nippo-Vini Fantini-Faizanè reed.

## Carrière
In 2013 won Hatsuyama de Ronde van Okinawa, voor José Toribio. Twee jaar later won hij de laatste etappe in de Ronde van Singkarak. Weer een jaar later werd hij nationaal kampioen op de weg.
In 2018 werd hij prof bij Nippo-Vini Fantini-Europa Ovini.

## Overwinningen
2013
Ronde van Okinawa
2015
9e etappe Ronde van Singkarak
2016
 Japans kampioen op de weg, Elite
2017
Bergklassement Ronde van Japan

## Gewonnen trui
2019
 Ronde van Italië 2019

## Resultaten in voornaamste wedstrijden
| Jaar | Ronde van Italië | Ronde van Frankrijk | Ronde van Spanje |
| ---- | ---------------- | ------------------- | ---------------- |
| 2018 |                  |                     |                  |
| 2019 | 142e (laatste)   |                     |                  |

| Jaar | Milaan-San Remo |
| ---- | --------------- |
| 2018 | 150e            |
| 2019 |                 |

## Ploegen
- 2011 –  Utsunomiya Blitzen
- 2012 –  Utsunomiya Blitzen
- 2013 –  Bridgestone Anchor
- 2014 –  Bridgestone Anchor Cycling Team
- 2015 –  Bridgestone Anchor Cycling Team
- 2016 –  Bridgestone Anchor Cycling Team
- 2017 –  Bridgestone Anchor Cycling Team
- 2018 –  Nippo-Vini Fantini-Europa Ovini
- 2019 –  Nippo-Vini Fantini-Faizanè

Bagioli · Bou · Canola · D. Cima · I. Cima · Cunego · Grosu · Hatsuyama · Ito · Kobayashi · Lobato · Marangoni · Nakane · Nishimura · Ponzi · Santaromita · Tizza · Uchima · Yoshida · Zaccanti